# Sabljak Selo
Sabljak Selo je naselje u Republici Hrvatskoj, u sastavu Grada Ogulina, Karlovačka županija.
Na Zagorskoj Mrežnici koja protječe naseljem 1959. godine izgrađena je brana po kojoj je akumulacija nazvana,  tj. jezero Sabljaci.

## Stanovništvo
Prema popisu stanovništva iz 2001. godine, naselje je imalo 241 stanovnika te 72 obiteljskih kućanstava.
| broj stanovnika |       |       |       | 138   | 64    |       |       |       | 167   | 166   | 192   | 199   |       |       | 241   | 254   | 252   |
|                 | 1857. | 1869. | 1880. | 1890. | 1900. | 1910. | 1921. | 1931. | 1948. | 1953. | 1961. | 1971. | 1981. | 1991. | 2001. | 2011. | 2021. |